# Ilovajsk
Ilovajsk (ukrainsk: Іловайськ, russisk: Иловайск) er en by i Khartsyzk kommune, Donetsk oblast, Ukraine. Byen er de facto under Ruslands militære besættelse og administreres af Folkerepublikken Donetsk.
Byen er kendt som et vigtigt regionalt jernbaneknudepunkt. Og var stedet for et slag i konflikten i 2014.
Byen har en befolkning på omkring 15.447 (2021).

## Sprogfordeling
Modersmål i Ukrainske folketælling 2001:
- Russisk  82.6%
- Ukrainsk  16.8%
- Armensk  0.2%
- Romani  0.1%